# Parti de la coalition des familles de l'Ontario
Le Parti de la coalition des familles (anglais : Family Coalition Party) est un parti politique mineur œuvrant au niveau provincial en Ontario (Canada) et qui prône des positions socialement conservatrices. Le parti fut formé en 1987 par les membres de l'organisation « pro-vie » Campaign Life Coalition, et il a présenté des candidats à chaque élection générale depuis.

## Historique
Le premier chef du parti est Donald Pennell, qui avait été candidat du Parti libéral de l'Ontario lors de l'élection provinciale de 1975. Il est chef de la Coalition des familles de 1987 à 1997 et est remplacé par Giuseppe Gori, le chef actuel. Pennell a fait campagne pour l'Alliance canadienne lors de l'élection fédérale de 2000.
L'élection provinciale de 1990 est la meilleure performance à ce jour de la Coalition des familles ; lors de cette élection, le parti récolte plus de 100 000 voix. Ses appuis déclinent par la suite aux élections de 1995 et 1999 avant d'effectuer une remontée modeste en 2003. Le parti n'a jamais réussi à faire élire un député à l'Assemblée législative de l'Ontario.
Lors de l'élection de 1999, le parti organise une manifestation à Queen's Park, à Toronto, mettant en vedette "trois moutons clonés" pour représenter Mike Harris, Dalton McGuinty et Howard Hampton, les chefs respectifs du Parti progressiste-conservateur, du Parti libéral et du Nouveau Parti démocratique. L'intention du PCF était de montrer leur opposition au clonage et de suggérer que les trois partis majeurs étaient identiques en ignorant les enjeux touchant à la famille.

## Idéologie
La plateforme du PCF accorde la priorité à « la famille, plutôt que l'individu » comme étant l'« unité de base de notre société ». Il affirme que les parents ont un « droit inaliénable et le devoir d'éduquer, de discipliner et de prendre soin de leurs enfants », et affirme que la promotion d'unités familiales plus solides réduira les problèmes sociaux reliés au crime et à la drogue. L'accent sur l'unité familiale favorise les couples mariés hétérosexuels ; il s'oppose à ce que les droits et bénéfices reliés au mariage soit accordés aux couples homosexuels où aux couples hétérosexuels vivant en conjoint de fait, et prône la révocation de la légalisation du mariage homosexuel en Ontario. Le PCF prône l'accroissement des exemptions d'impôts ainsi que l'assistance gouvernementale aux mères seules qui choisissent de porter leur enfant à terme. Il reconnaît également « le travail des mères dans l'élevage des enfants » et prône des réductions d'impôts pour les parents à domicile.
Les politiques du parti sur d'autres questions sont généralement conservatrices, quoique pas de façon universelle. Le PCF prône la réduction du rôle de l'État, ainsi qu'une libéralisation à long terme de l'économie. Il propose également de revoir les lois sur l'équité salariale, la discrimination positive et les relations syndicales, et l'abrogation éventuelle des programmes universels du gouvernement fédéral. Le PCF reconnaît toutefois le rôle que le gouvernement doit jouer dans les questions relatives à l'environnement et à assurer l'accès aux services de santé sans égard à la capacité de payer.
Le parti prône de plus la réforme électorale et appuie un système de représentation plus proportionnelle lors des élections générales. Certains membres dirigeants du parti appuient un modèle de proportionnelle mixte semblable à celui utilisé en Allemagne et en Italie afin d'assurer une meilleure représentation des partis mineurs. Le PCF appuie également le vote de destitution, les référendums et la réforme du financement électoral.
Bon nombre des positions du Parti de la coalition des familles sont également appuyés par le Parti de l'héritage chrétien, et certains candidats du PCF ont fait campagne pour le PHC au niveau fédéral. Toutefois, les deux partis n'ont aucun lien formel, et leur base électorale est plutôt différente : la plupart des membres du PCF sont des catholiques conservateurs, tandis que la plupart des membres du PHC sont des protestants évangéliques conservateurs. Bien que ces deux groupes soient d'accord sur des questions comme l'avortement et le mariage homosexuel, ils ont des opinions opposées sur la peine capitale et le châtiment corporel.

## Résultats électoraux
| Élection | Candidats élus | # de voix | % des voix |
| -------- | -------------- | --------- | ---------- |
| 1987     | 0              | 48 110    | 1,3 %      |
| 1990     | 0              | 110 831   | 2,7 %      |
| 1995     | 0              | 61 657    | 1,5        |
| 1999     | 0              | 24 216    | 0,6 %      |
| 2003     | 0              | 34 623    | 0,8 %      |
| 2007     | 0              | 35 763    | 0,8 %      |
| 2011     | 0              |           |            |
| 2014     | 0              |           |            |

## Chef du parti
| Nom            | Chef         |
| -------------- | ------------ |
| Donald Pennell | 1987-1997    |
| Giuseppe Gori  | 1997-2009    |
| Phil Lees      | 2009-présent |

## Source
- (en) Cet article est partiellement ou en totalité issu de l’article de Wikipédia en anglais intitulé « Family Coalition Party of Ontario » (voir la liste des auteurs).